# Język malajski stanu Sabah
Język malajski stanu Sabah (bahasa Melayu Sabah) – dialekt języka malajskiego używany w stanie Sabah w Malezji.
Według danych z 2013 roku posługuje się nim 3 mln ludzi. Stanowi główny język ludności stanu Sabah, gdzie jest powszechnie używany jako środek kontaktów międzyetnicznych. Choć dla wielu użytkowników stanowi język drugi (po tradycyjnym języku etnicznym), to T.G. Hoogervorst (2011) odnotował, że malajski stanu Sabah bywa przyswajany jako język ojczysty, m.in. przez osoby mieszanego pochodzenia; dochodzi do jego ekspansji na niekorzyść języków lokalnych.
Wykazuje odrębności od standardowego języka malajskiego. Znalazł się pod wpływem malajskiego Brunei oraz języków etnicznych, z których zaczerpnął część słownictwa. Występują zapożyczenia leksykalne z języka kadazan-dusun i dialektów południowochińskich. Istnieją różnice wewnętrzne uzależnione od pochodzenia etnicznego użytkowników.
Często nie jest rozpatrywany jako odrębny dialekt malajski. Przypuszczalnie wynika to z braku silnej tradycji literackiej i kulturowej powiązanej z regionem Sabah (inaczej niż w przypadku sułtanatów Brunei i Banjarmasin). Wcześniej był opisywany jako pochodna malajskiego Brunei lub język pidżynowy oparty na malajskim. Z doniesień terenowych wynika, że jest stosunkowo bliski językowi indonezyjskiemu. Lokalna opinia, jakoby chodziło wręcz o dialekt bliższy językowi indonezyjskiemu, wydaje się wyrastać z regionalnego poczucia tożsamości, niemniej malajski stanu Sabah istotnie wykazuje znaczne wpływy leksyki indonezyjskiej. Pewne cechy (w tym użycie ada w roli wykładnika aspektu, obecność orang w formach liczby mnogiej zaimków osobowych, peryfrastyczny charakter konstrukcji kauzatywnych) łączą go z kontaktowymi odmianami malajskiego, którym przypisuje się pidżynowe pochodzenie (malajskim ambońskim, malajskim Sri Lanki czy malajskim Wysp Kokosowych).
Należy do grupy języków malajskich, według klasyfikacji Ethnologue stanowi język w obrębie tzw. makrojęzyka malajskiego.
Nie ma wykształconego systemu pisowni, jego użycie przeważa w komunikacji nieformalnej. Jest zapisywany przy użyciu standardowych zasad ortografii malajskiej. W użyciu jest również standardowy język malajski, który służy do kontaktów z osobami z zewnątrz.